# 鴛鴦歌合戦
『鴛鴦歌合戦』（おしどりうたがっせん）は、日本のオペレッタ時代劇映画である。1939年（昭和14年）の日活京都撮影所製作、日活配給作品、日活とテイチクの一連の提携作品のうちの一作である。監督は当時31歳のマキノ正博、のちのマキノ雅弘の戦前のトーキー作品である。

## 概要

### 作品が出来るまで
元来お正月映画用として『弥次喜多 名君初上り』が予定されていたのが、主演の片岡千恵蔵の急病で2週間の休養となり、急遽、ほぼ同じスタッフとキャストで作られた。確かに主役でありながら片岡の出番は巧みに少ない。長屋内と広場のカットをほんの2時間で撮って終了したという。そのかわり、志村喬とディック・ミネが大きくフィーチャーされ、自由度の高い作品となった。
脚本はマキノ監督が「江戸川浩二」名義で執筆し、撮影はのちの名カメラマン宮川一夫、マキノと同い年で当時31歳の宮川は、すでに監督歴13年、本作が113本目の大ベテランのマキノと違い、4年前に撮影技師に昇格したばかりで本作はまだ20本目であった。音楽は服部良一門下の逸材でテイチクレコード専属の大久保徳二郎で、編曲とオーケストラの指揮を執った。テイチク専属の人気歌手ディック・ミネ、および服部の妹服部富子が特別出演。作詞とオペレッタ構成をおこなった島田磬也、および大久保、ミネのトリオは、当時のテイチクのヒットメーカー・チームであった。
「早撮りのマキノ雅弘」にふさわしく、プリプロダクション4日、実撮影期間は1週間ほどで出来あがった。人物名も、俳優の名前を活かしたある意味ではいい加減なものだが、その軽さが映画と合っている。底抜けに明るい世界の映像と音楽とが完璧な調和を見せている。短期間で出来たのが奇蹟であるが、その事実自体に、当時の日本映画の質の高さを窺う事ができる。ありものの江戸のオープンセットと、長屋や屋敷内などのたった数杯のセットのみで撮影され、それがパーマネントでキープできた戦前の撮影所の美術力も重要である。セットの設計は角井嘉一郎である。

### モダン時代劇として
内容は、可憐な町娘と彼女に恋する人々を織りなしたストーリーに、明朗な歌が入るシネオペレッタである。日本でもアメリカのミュージカル映画（『ジャズ・シンガー』、『巨星ジークフェルド』など）やドイツウーファのシネオペレッタ（『会議は踊る』、『ガソリンボーイ三人組』）の影響を受け、トーキー初期から『うら街の交響楽』（監督：渡辺邦男、音楽：福田宗吉・古賀政男、1935年、日活多摩川撮影所）、『百万人の合唱』（監督：富岡敦夫、音楽：飯田信夫、1935年、J.O.スタヂオ・ビクターレコード）などの作品がつくられていた。『鴛鴦歌合戦』もその一つであるといえるが、時代劇に設定されている。
本作では、江戸時代の登場人物が当時最先端のジャズに歌い躍る。冒頭部、お富（服部）と若者のコーラスの掛け合い、そして峯澤丹波守（ミネ）が家来たちとスウィングに乗って歌いながら登場するところから、楽しい世界に引きつけられる。当時も、同作を観た宝塚歌劇団の高木史朗、音楽評論家の野口久光がわざわざ京都ホテルまで出向き、「これこそ初めての日本のオペレッタ映画だ」と絶賛した。

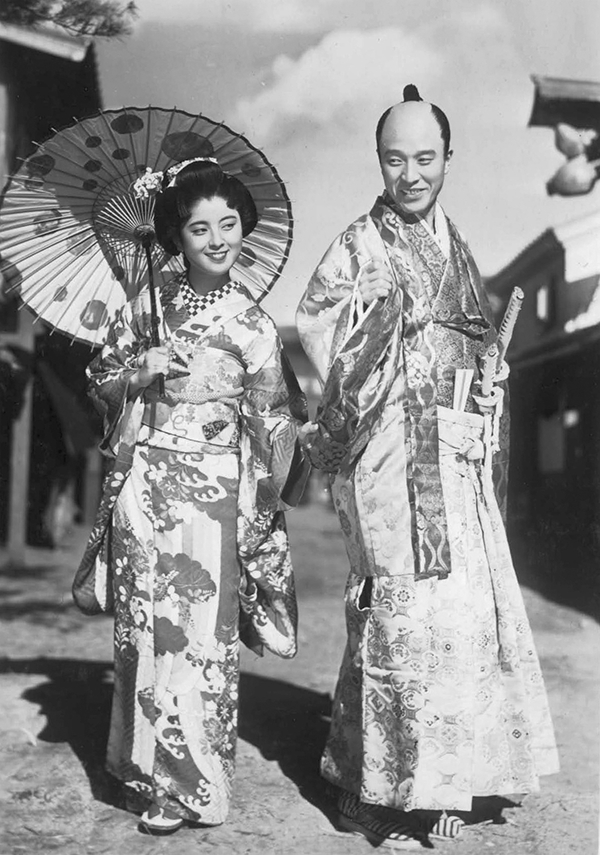
テイチクのシンガー、ディック・ミネ（峯澤丹波守）と服部富子（おとみ）。

本作の原型は、前年1938年（昭和13年）に公開された日活作品『弥次㐂夛道中記』であるといわれており、マキノ正博監督らスタッフ、および出演者の片岡、志村、香川良介、ミネ、服部らが本作と共通している。しかし、前作に比べて本作『鴛鴦歌合戦』は、歌と台詞がより洗練された形でかみ合っており、格段の進歩を感じさせる出来栄えである。また、ミネの歌う骨董の笛のくだりには、撮影の同年のミネのヒット曲『或る雨の午后』（作詞：島田磬也、作編曲：大久保徳二郎、テイチクレコード）のメロディが、服部富子が市川春代と恋のさや当てを演じる場面では服部の持ち歌『満州娘』のメロディが、それぞれ巧妙にフィーチャーされている。

### みなぎる若さ
志村喬の歌があまりにも上手いので、共演者の名歌手ディック・ミネが真剣に歌手デビューを勧め、実際にテイチクがスカウトに来たという。志村の美声は、戦後1952年（昭和27年）の『生きる』（監督：黒澤明）の主役として、『ゴンドラの唄』を歌う有名なシーンでみごとに生かされた。また、本作の撮影当時の志村はまだ34歳であり、娘役で当時26歳の市川と8歳しかかわらず、「若い殿様」のミネとはわずか4歳差、千恵蔵にいたっては志村よりも2歳上、志村は貫禄の老け役を演じきった。いずれにしてもマキノ監督、宮川カメラマンはさらに若く、当時の日本映画の若さのみなぎる映画となっている。

### 再評価へ
公開当時は、正月向け大作の前の小品の娯楽作品として、それほど話題にはならなかった。しかし、1985年（昭和60年）に渋谷パルコ劇場での「マキノ雅裕レトロスペクティヴ」での上映で、公開から45年を経て現代の観客に好評を得て、以来各所で上映されるようになり、1988年にはパイオニアLDCからレーザーディスクが発売された。現代ではオペレッタ時代劇の傑作として評価されている。2005年（平成17年）12月、デジタルリマスタリングされ、「伝説のサムライオペレッタ」の副題でDVD（日活、DVN-125）が発売された。

## キャスト
- 片岡千恵蔵 （浅井禮三郎）
- 市川春代 （お春）
- 香川良介 （香川屋宗七、おとみの父・大商人）
- 志村喬 （志村狂斎、お春の父）
- 遠山満 （遠山満右衛門、藤尾の父）
- 尾上華丈 （道具屋六兵衛）

おとみのとりまき
| - 藤村平三郎 （炭屋の若旦那） - 竹林大八郎 （小間物屋の若旦那） | - 嵐壽之助 （酒屋の次男坊） - 阪東薪太郎 （米屋の息子） | - 石丸三平 （乾物屋の息子） |

丹波守の家臣
| - 石川秀道 （松田松助） - 楠栄三郎（杉浦） | - 近松竜太郎 （檜山） - 福井松之助 （武林） | - 富士咲実 （柳川） - 大崎史郎 （椿） |

- 小林三夫 （三吉、香川屋の奉公人でおとみの付き人）
- 河瀬昇二郎 （医者、藤尾の「恋の病」を見抜く）
- 深水藤子 （藤尾、遠山の娘で浅井の古い婚約者）
- 服部富子 （おとみ、香川屋の娘）
- ディック・ミネ （峯澤丹波守）

## スタッフ
- 監督：マキノ雅弘（「マキノ正博」名義）
- 脚本：マキノ雅弘（「江戸川浩二」名義）
- 撮影：宮川一夫
- 照明：松本源蔵
- 美術：角井嘉一郎
- 装置：長谷川繁吉
- 録音：石原貞光
- 編集：宮本信夫
- 擬闘：足立伶二郎
- オペレッタ構成・作詞：島田磬也
- 音楽：大久保徳二郎
- 主題歌『鴛鴦歌合戦』（作詞：島田磬也、作・編曲：大久保徳二郎、歌：ディック・ミネ、服部富子）

## あらすじ

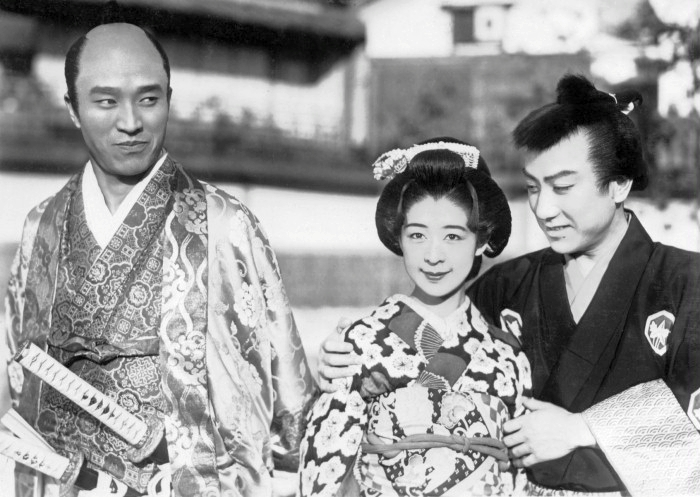
映画のスチール写真　左からディックミネ(峯澤丹波守）・市川春代（お春）・片岡千恵蔵（浅井禮三郎）

浅井禮三郎（片岡千恵蔵）は堅苦しい宮勤めを嫌い、長屋で気楽な浪人暮らしをしている。
隣には志村狂斎（志村喬）と娘のお春（市川春代）が傘張りの内職をしながら暮らしている。志村は大の骨董好きで、骨董屋の六兵衛（尾上華丈）に勧められるままに偽物を買わされ続けている。米を買う金もなく、麦焦がしばかり食べる暮らしにお春は不満を募らせているがのんきな志村は気にしない。
お春は時には口喧嘩をしながらも浅井に想いを寄せている。また、裕福な商人である香川屋宗七（香川良介）の娘・おとみ（服部富子）も浅井にぞっこんで、たびたび口説きに来る。しかし浅井はどちらにも曖昧な態度を取り、ふたりはやきもきしている。
一方、武士の遠山満右衛門（遠山満）は、死んだ浅井の父との口約束を盾にして娘の藤尾（深水藤子）と浅井との縁談を強引に進めようとするが、浅井はそれを断り続けている。
若い殿様の峯澤丹波守（ディック・ミネ）も大の骨董好き。骨董屋の六兵衛の店で志村と知り合いになるが、志村の長屋を訪れた峯澤は娘のお春に一目惚れしてしまい、金の力でお春を妾にしようとした挙げ句、家来を引き連れて強引にお春を連れ去ろうとする。しかし、お春の叫び声を聞いてかけつけた浅井は峯澤の家来たちを次々に倒してお春を助け、お春に愛を告げる。
一方、その場を訪れた骨董屋の六兵衛は志村父娘がいつも食べている麦焦がしを入れた壺を見て驚き、この壺が一万両にも値する名器であると告げる。父娘は大喜びするが、浅井は自分は金持ちは嫌いだと言ってその場を去ろうとする。金より愛の方が大切だと改めて気づいたお春は一万両の壺をたたき割り、楽しい歌でつづられた物語は浅井とお春とが結ばれるハッピーエンドで幕を閉じる。

## ビデオソフト
- 1988年、パイオニアLDCからレーザーディスクが発売された。
- 1990年代にキネマ倶楽部からVHSが発売された。
- 2005年12月9日、デジタルリマスタリングされ、「伝説のサムライオペレッタ」の副題でDVD（日活、DVN-125）が発売された。特典ディスクを同梱したコレクターズ・エディション版も同時発売された。
- 2012年9月4日、日活100周年を記念した「GREATシリーズ」の1本としてHDリマスター版のDVDが発売された。

## 舞台化
2023年、宝塚歌劇団花組により舞台化。
主演は柚香光・星風まどか。脚本・演出は小柳奈穂子。2023年7〜10月に宝塚大劇場・東京宝塚劇場で上演。

## 関連事項
- 巨星ジーグフェルド （The Great Ziegfeld）
- ガソリンボーイ三人組 （Die Drei von der Tankstelle）